# Bom Jardim (Pernambouc)
Pour les articles homonymes, voir Bom Jardim.
Bom Jardim est une municipalité brésilienne située dans l'État du Pernambouc. Elle comptait de 40 928 habitants en 2009, selon l'Institut brésilien de géographie et de statistiques.